# Линардс, Айнарс
Айнарс Линардс (латыш. Ainārs Linards; 12 мая 1964) — советский и латвийский футболист, выступал за сборную Латвии.

## Биография

### Игровая карьера
Воспитанник ДЮСШ Лиепая. В советские времена выступал за команду «Звейниекс» во второй лиге СССР (1982—1984; 1986—1987; 1988—1989) и за рижскую «Даугаву» в первой лиге (часть сезонов 1987 и 1989). В 1990 году в очередной раз вернулся в «Звейниекс», сменивший название на «Олимпия», и в его составе сыграл 32 матча и забил 4 гола во второй низшей лиге СССР. В 1991 году перешёл в основанный в том же году одноимённый клуб «Олимпия» Лиепая, с которым провёл сезон в чемпионате Латвийской ССР и вошёл в число лучших нападающих сезона. После распада СССР продолжил выступать за команду в высшей лиге Латвии, где в 1992 году провёл 12 матчей и забил 3 гола. В том же году перешёл в шведский клуб «Эребру», в составе которого сыграл 4 матча в чемпионате Швеции. Затем провёл два года в клубе второго по значимости дивизиона Швеции «Спорвегенс». Вернувшись в Латвию в 1995 году, выступал за команду «Металлург» Лиепая. Завершил игровую карьеру после окончания сезона 1997.

### Карьера в сборной
Дебютировал за сборную Латвии 16 ноября 1991 года в матче Кубка Балтии против Эстонии, однако этот матч не был признан ФИФА. Свой первый официальный товарищеский матч после восстановления независимости Латвия провела 8 апреля 1992 года против сборной Румынии. В этой встрече Линардс появился на поле после перерыва, заменив Виталия Теплова. Всего в составе сборной Латвии он провёл 21 матч и забил 5 голов.